# Biston vernalis
Biston vernalis là một loài bướm đêm trong họ Geometridae.